# エルフ (ブランド)
エルフ（仏: élf）及び株式会社エルフは、かつて存在した東京都中野区に拠点を置いていたアダルトゲームブランド及び制作会社である。
代表作は『ドラゴンナイト』シリーズ、『同級生』シリーズ、『下級生』シリーズ、『伊頭家』シリーズなど。

## 沿革・概要
1989年4月に、有限会社キララ（現・株式会社F&C）のブランド・フェアリーテールからシナリオの蛭田昌人、原画の阿比留壽浩、プログラマの金尾淳が独立する形となり、東京都世田谷区で創業した。ただし、ブランドとしてはそれ以前から活動しており、デビュー作の『ドキドキ!シャッターチャンス!!』は1988年12月に発売されている。
“エルフ”という社名については、代表取締役に就任した蛭田氏による「長命の妖精族（エルフ）にあやかって」（『パソコンパラダイス』1992年12月号）というインタビューでの発言が知られているが、実際には立ち上げ前の宴席で、語感がいいということで金尾氏が提案したものらしい。—森瀬繚、https://www.famitsu.com/news/202310/08318863.html
同業他社と比べて殊更チラリズムに力を入れた作品が非常に多く、むやみに「あれれ」と叫ぶキャラクターや明るくスケベな主人公、美形だが嫌味な金持ち御曹司のライバルキャラなどを頻繁に登場させるといった特徴がある。
『ドラゴンナイト』でジャンルに囚われない作風と、グラフィックの流麗さで業界外からも注目を受けた。『同級生』の大ヒットで業界トップクラスのブランドとなり、当時は「東のエルフ、西のアリス」と謳われた。1992年には姉妹ブランドのシルキーズ (SILKY'S) を発足し、エルフとはやや毛色の異なる作品を次々と発表していく。
『同級生』以降、竹井正樹や横田守といったアニメーター経験者や門井亜矢らなど外注原画家指向により活躍の場を失った阿比留は退社し、ミンクを起ち上げる。また、横田も『遺作』を最後に袂を分かち、Teriosを発足させる。
同時期、シーズウェアで『DESIRE 背徳の螺旋』や『EVE burst error』を発表し、人気を得ていた剣乃ゆきひろ（菅野ひろゆき）を内部スタッフとして招致し、取締役に迎える。剣乃による『この世の果てで恋を唄う少女YU-NO』もまた、ユーザーからの評価や売上で共に大きな実績を残した。
1990年代後半には、ライセンス許諾の形でコンシューマ市場に参入。NECアベニューやバンプレストなどにより移植された代表作数本は、計約40万本を売り上げる。また、2006年には、バンプレストからiモード用のゲームアプリ『エルフオールスター雀』がリリースされた。
また、18歳未満購入禁止の制限枠（18禁枠）を設けてアダルトゲームからの移植を容認する方針を示したセガサターン（以降、「SS」と記述）へは自社移植の形でも参入した。その発売作品の多くがあまり間を置かずにほぼ同じ内容のWindows 95版も発売されていることから、逆移植を参入当初より視野に入れたものだったことが窺える。後にセガが18禁枠を撤廃した時を境に、SSへの自社移植からは撤退した。
剣乃は諸事情から『この世の果てで恋を唄う少女YU-NO』のSSへの自社移植完了を待たずに退社。ペンネームを菅野ひろゆきに戻して株式会社アーベルを起ち上げている。
2000年夏には、看板ソフトのほとんどをディレクションしてきた蛭田が代表取締役の座を下田篤に譲って引退。なお、エルフ設立当初から蛭田は3期12年で退任する予定だったという。
以後は企画や開発の中心を、外部ライターとのコラボレーションに移行していくこととなる。
例
あかほりさとるとのコラボによる『らいむいろ戦奇譚』。
河野一二三が代表を務めるゲームディベロッパー・ヌードメーカーとの提携による『新・御神楽少女探偵団』、『AVキング』。
『下級生2』における原田宇陀児へのシナリオ依頼。なお、原田は途中で降板した。
団鬼六原作の小説『花と蛇』を原作とする同名ゲームの発表。
過去に販売した作品のリメイクや最新のOSへの移植にも取り組んでおり、2004年から2007年にかけて『ワーズ・ワース』や『SHANGRLIA』、『ドラゴンナイト4』などがリメイクされている。2008年からは、DMMによる過去作のダウンロード販売も実施し、『同級生』や『下級生』などのDOS時代オリジナルの復刻版も発売されている。
2006年に新ブランド「BANANA Shu-Shu」を設立し、同年8月25日に『たまたま 〜となりの彼女は声優のたまご。たまたま生まれた恋のたまごが…』を発売した。同ブランドは2008年1月31日に解散している。
2008年以降の作品は、土天冥海のシナリオによる寝取り・寝取られ物が中心となった。
2014年1月、『この世の果てで恋を唄う少女YU-NO』の権利をMAGES.へ譲渡。
2014年6月には、シルキーズの『愛姉妹IV 悔しくて気持ち良かったなんて言えない』を最後にエルフとシルキーズのスタッフほぼ全員が独立し、シルキーズプラスを設立した。
2016年3月1日、同月末日をもって公式サイトを閉鎖する旨を発表し、4月1日付でユーザーサポートと問い合わせのページを残してサイトが閉鎖された。それ以降、『同級生』や『ドラゴンナイト』などのシリーズタイトルを引き継いだ新作や『同級生〜Another World〜』『ドラゴンナイト5』等それらに関係するブラウザゲームについては、DMM GAMESが権利を有している。
2017年3月1日、同年3月25日を以てユーザーサポートと問い合わせのページを終了すると発表し、3月25日に公式サイトを完全に閉鎖した。
エルフ・シルキーズの多くの作品の販売は、DMM GAMESにより継続されている。ただし、MAGES.に譲渡されている『この世の果てで恋を唄う少女YU-NO』など権利がDMM以外が保有している物はDMMでは販売されていない。
しかしCS版 YU-NOのプロデューサーである浅田 誠氏が「原点である作品を現状遊ぶ方法がないのは勿体ない」との事からFANZAに在籍中である古くからの知り合いを通じて2023年3月からFANZA GAMESよりWin10/11版が配信されている。

## 作品一覧

### パソコンゲーム
※印は成人向けと局部に修正を入れるなどした一般向けの2種類が発売された。

#### シリーズもの
- ドラゴンナイトシリーズ
  - 1989年11月1日 - ドラゴンナイト
  - 1990年11月30日 - ドラゴンナイトII（英語版）
  - 1991年12月14日 - ドラゴンナイトIII（英語版）※（「沙織事件」によって発売が延期された作品）
  - 1994年2月25日 - ドラゴンナイト4（DOS版）
    - 2007年6月29日 - ドラゴンナイト4（Windows版）
- FOXYシリーズ
  - 1990年2月6日 - FOXY
  - 1991年4月4日 - FOXY2
- DE・JAシリーズ
  - 1990年6月15日 - DE・JA
  - 1992年6月25日 - DE・JA2※
  - 2004年5月28日 - DE・JA マルチパック
- SHANGRLIA（シャングリラ）シリーズ
  - 1991年8月28日 - SHANGRLIA（DOS版、Windows版は『エルフ大人の缶詰』に同梱）
  - 1993年9月30日 - SHANGRLIA2（DOS版、Windows版は『エルフ大人の缶詰』に同梱）
  - 2005年9月30日 - シャングリラ マルチパック
- エルフオールスターズ脱衣雀シリーズ
  - 1992年11月13日 - 雀JAKA雀※（『エルフオールスターズ脱衣雀』のベースになった作品）
  - 2000年3月30日 - エルフオールスターズ脱衣雀
  - 2001年11月22日 - エルフオールスターズ脱衣雀2
  - 2006年3月31日 - エルフオールスターズ脱衣雀3
- 同級生シリーズ
  - 1992年12月17日 - 同級生（DOS版）
    - 1999年8月27日 - 同級生（Windows版）

  - 1995年1月31日 - 同級生2（DOS版）
    - 1997年8月29日 - 同級生2（Windows版）
- METAL EYE（メタル・アイ）シリーズ
  - 1993年4月28日 - METAL EYE
  - 1994年8月31日 - METAL EYE2
- 伊頭家シリーズ（おやぢシリーズ）
  - 1995年8月25日 - 遺作（DOS版）
    - 1997年5月30日 - 遺作（Windows版）
    - 1999年2月26日 - 遺作（リニューアル版）
    - 2000年3月1日 - 遺作（Macintosh版）

  - 1998年3月27日 - 臭作
    - 1999年12月24日 - 臭作（Macintosh版）

  - 2001年3月30日 - 鬼作
    - 2001年6月4日 - 鬼畜探偵禿作（ファンディスク）
- 下級生シリーズ
  - 1996年6月7日 - 下級生（DOS版）
    - 1998年6月26日 - 下級生（Windows版）
    - 2000年6月23日 - 下級生（Macintosh版）

  - 1998年7月24日 - 下級生スクリーンセーバーコレクション（R指定）
  - 2004年8月27日 - 下級生2
- 河原崎家の一族シリーズ
  - 1997年10月1日 - 河原崎家の一族（Windows版。DOS版はシルキーズ販売）
  - 2003年6月6日 - 河原崎家の一族2
    - 2010年2月26日 - 河原崎家の一族2 完全版（ダウンロード版は2009年4月23日に発売）

  - 2003年10月24日 - 野々村病院の人々・河原崎家の一族 マルチパック
- あしたの雪之丞シリーズ
  - 2001年8月31日 - あしたの雪之丞
  - 2002年9月27日 - 勝 あしたの雪之丞2
- らいむいろシリーズ
  - 2002年12月13日 - らいむいろ戦奇譚 〜明治日本、乙女 防人ス。〜
  - 2003年8月29日 - らいむいろ雀奇譚 〜明治日本、乙女 先ヅモス。〜
  - 2004年12月24日 - らいむいろ流奇譚X CROSS 〜恋、教ヘテクダサイ。〜
  - 2004年12月24日 - らいむいろプレミアムセット
- ガテン系シリーズ
  - 2011年12月8日 - ボクの彼女はガテン系/彼女がした事、僕がされた事/巨乳妻完全捕獲計画/ボクの妻がアイツに寝取られました。（DMMダウンロード専売）
  - 2013年4月25日 - 麻呂の患者はガテン系（DMMダウンロード専売）
  - 2013年8月8日 - 麻呂の患者はガテン系2（DMMダウンロード専売）
  - 2013年8月8日 - 麻呂の患者はガテン系 1&2合体版（DMMダウンロード専売）
  - 2015年10月15日 - 麻呂の患者はガテン系3 完結編（DMMダウンロード専売）

#### その他のタイトル
- 1988年12月8日 - ドキドキ!シャッターチャンス!!
  - 1989年2月8日 - ドキドキ!シャッターチャンス!! 別売データ集（#1 女子校パート2、#2 看護婦編、#3 バスガイド編）
- 1989年3月13日 - PRIVATE SCHOOL
- 1989年6月20日 - Angel Hearts
- 1989年7月13日 - PINKY・PONKY（3部作：〜びゅうてぃふる・どりぃむ〜、〜とわいらいと・げーむす〜、〜ばとる・らばぁす〜）
- 1989年9月15日 - RUNRUN狂走曲
- 1990年5月15日 - RAY-GUN
- 1991年6月13日 - ELLE
  - 2000年9月29日 - 〔él〕（『ELLE』のリメイク作品）
- 1992年3月18日 - 天神乱魔※
- 1993年7月22日 - ワーズ・ワース（DOS版）
  - 1999年3月25日 - WORDS WORTH（Windows 95版）
- 1995年5月19日 - エルフスクリーンセーバーコレクション Volume.1
- 1996年9月27日 - 野々村病院の人々（Windows版。DOS版はシルキーズ販売）
  - 2003年10月24日 - 野々村病院の人々・河原崎家の一族 マルチパック
- 1996年12月26日 - この世の果てで恋を唄う少女YU-NO（DOS版。Windows版は『エルフ大人の缶詰』に同梱）
- 1999年11月26日 - Refrain Blue（リフレインブルー）
- 1999年12月24日 - 恋姫 〜K・O・I・H・I・M・E〜（Windows版。DOS版はシルキーズ販売）
- 2000年5月26日 - 愛姉妹 二人の果実（Windows版。DOS版はシルキーズ販売）
- 2000年7月19日 - BE-YOND（Windows版。DOS版はシルキーズ販売）
- 2000年12月22日 - エルフ大人の缶詰
- 2002年3月29日 - 百鬼 〜淫黙された廃墟〜
- 2003年12月26日 - 新・御神楽少女探偵団（ヌードメーカーとの共作）
- 2005年8月5日 - 花と蛇（団鬼六の官能小説のゲーム化）
- 2006年1月27日 - AVキング ADULT VIDEO KING（ヌードメーカーとの共作）
- 2008年3月28日 - 媚肉の香り ネトリネトラレヤリヤラレ
  - 2008年6月27日 - 番外編 由紀の香り・律子の溜息
  - 2010年3月26日 - 媚肉の香り ネイキッド
- 2009年8月28日 - 若妻万華鏡 アニメーション追加版 + 夫の前で●されて… アニメーション追加 完全版（後述のイエローピッグから発売された2作品のバンドル廉価版）
- 2010年11月26日 - 人間デブリ コンナジブンニダレガシタ?

### コンシューマーゲーム

#### ライセンス許諾
括弧内は許諾先。
- ドラゴンナイト（タイトルは『ドラゴンナイト&グラフィティ』）
  - 1995年3月31日 - PCエンジン（NECアベニュー）
- ドラゴンナイトII
  - 1992年8月7日 - PCエンジン（NECアベニュー）
- ドラゴンナイトIII
  - 1994年7月22日 - PCエンジン（NECアベニュー）
- ドラゴンナイト4
  - 1996年12月27日 - スーパーファミコン（バンプレスト）
  - 1997年2月7日 - PlayStation（バンプレスト）
  - 1997年3月28日 - PC-FX（NECインターチャネル）
- DE・JA
  - 1996年7月12日 - PCエンジン（NECインターチャネル）
- 同級生
  - 1995年11月23日 - PCエンジン（NECアベニュー）
  - 1996年8月9日 - セガサターン（NECインターチャネル）
- 同級生2
  - 1996年8月9日 - PC-FX（NECアベニュー）
  - 1997年7月11日 - セガサターン（NECインターチャネル）
  - 1997年8月7日 - PlayStation（バンプレスト）
  - 1997年12月1日 - スーパーファミコン（バンプレスト）

#### 自社移植
- 野々村病院の人々
  - 1996年4月26日 - セガサターンへの自社移植作品第1弾。元はシルキーズブランドのパソコンゲーム作品。レーティングはX指定である。
- 下級生
  - 1997年4月25日 - セガサターン。
- この世の果てで恋を唄う少女YU-NO
  - 1997年12月4日 - セガサターン。
- 雀級生 〜コスプレ★パラダイス〜
  - 2001年4月27日- ゲームボーイへの自社参入作品第1弾。厳密には移植ではなく、『同級生』と『下級生』から選抜されたヒロイン達を麻雀で負かし、コスプレさせるというオリジナル作品。
    - 任天堂のゲーム機では、バンプレストなどの移植担当の会社を介さずにエルフ直々リリースするという珍しいケース。
    - 柴田亜美はファミ通の連載漫画『ドキばぐ』のエルフ取材回でこのソフトを取り上げた際、「アダルトゲームメーカーがお子様もやってるゲームボーイにリリースするな！」と冗談を交えたツッコミを入れている。
- らいむいろ戦奇譚☆純
  - 2004年3月25日 - PlayStation 2への自社参入作品第1弾。角川書店が発売を担当した。

### 他ブランド
イエローピッグ
- 2005年2月25日 - 若妻万華鏡 〜奥さん、ちょっとバッグの中を見せてもらいますよ 〜
- 2006年7月28日 - 夫の前で犯されて…

BANANA shu-shu
- 2006年8月25日 - たまたま 〜となりの彼女は声優のたまご。たまたま生まれた恋のたまごが…
- 2006年12月22日 - たまたまクリスマスBOX

SILKY'S
シルキーズを参照。

## 主な元スタッフ
外注として参加した人物や退社した人物も含む。
- 代表取締役社長
  - 下田篤
- シナリオ
  - モーニング息子、
  - 米倉懺悔
  - 土天冥海

### 退社したスタッフ
- シナリオ
  - 蛭田昌人 - 創業者で、元社長・元顧問。
  - 井上啓二 - 退社後はフリーに。
  - 剣乃ゆきひろ - 『アーベル』初代代表。故人。
  - 藤海琢樹 - 現『Navel』所属。
- キャラクターデザイン・原画
  - 阿比留壽浩 - 創業スタッフ。現『ミンク』代表。

### 外注スタッフ
- シナリオ
  - 河野一二三 - ヌードメーカー代表。
  - 貫田将文 - ヌードメーカープランナー。
  - あかほりさとる - 小説家。
- キャラクターデザイン・原画
  - 堀部秀郎 - イラストレーター。故人。
  - 門井亜矢 - 漫画家・イラストレーター。
  - 横田守 - 契約打ち切り。有限会社スタジオライン及びそのアダルトゲームブランドTerios代表。
  - ながせまゆ - 漫画家・イラストレーター。『あしたの雪之丞』シリーズに参加。
  - 渡辺真由美 - アニメーター。
  - 川合正起 - イラストレーター。
  - 竹井正樹 - アニメーター・イラストレーター。有限会社ZEUS代表後、現在はフリーに。
  - 本田直樹 - イラストレーター。元アボガドパワーズ所属スタッフ、同ブランド解散後に『らいむいろ』シリーズに参加。
  - りんしん - アニメーター。
  - さめだ小判 - イラストレーター・漫画家。
  - 田島直 - アニメーター・イラストレーター。
  - 市川小紗 - 元アニメーター。
- 作曲
  - 国枝学
  - ヨナオケイシ
  - 梅本竜